# Nature Plants
Nature Plants è una rivista scientifica mensile di botanica, sottoposta a revisione paritaria e disponibile solo online. È stata fondata nel 2015 ed è pubblicata dal Nature Publishing Group. Il caporedattore è Chris Surridge. Secondo il Journal Citation Reports, nel 2024 la rivista ha avuto un fattore di impatto pari a 13,2.